# Église Saint-Martin de Zillis
Pour les articles homonymes, voir Église Saint-Martin.
L’église Saint-Martin, est une église réformée situé dans la commune grisonne de Zillis-Reischen, en Suisse.

## Histoire
Une église est mentionnée dans le village dès 831 ; cependant, des fouilles menées sur les lieux ont confirmé des traces d'utilisation dès l'époque romaine, ainsi qu'un premier bâtiment chrétien bâti autour de l'an 500. Le plafond de l'église, peint entre 1109 et 1114, a été réarrangé en 1939 par Erwin Poeschel.
L'église est inscrite comme bien culturel suisse d'importance nationale.

## Plafond

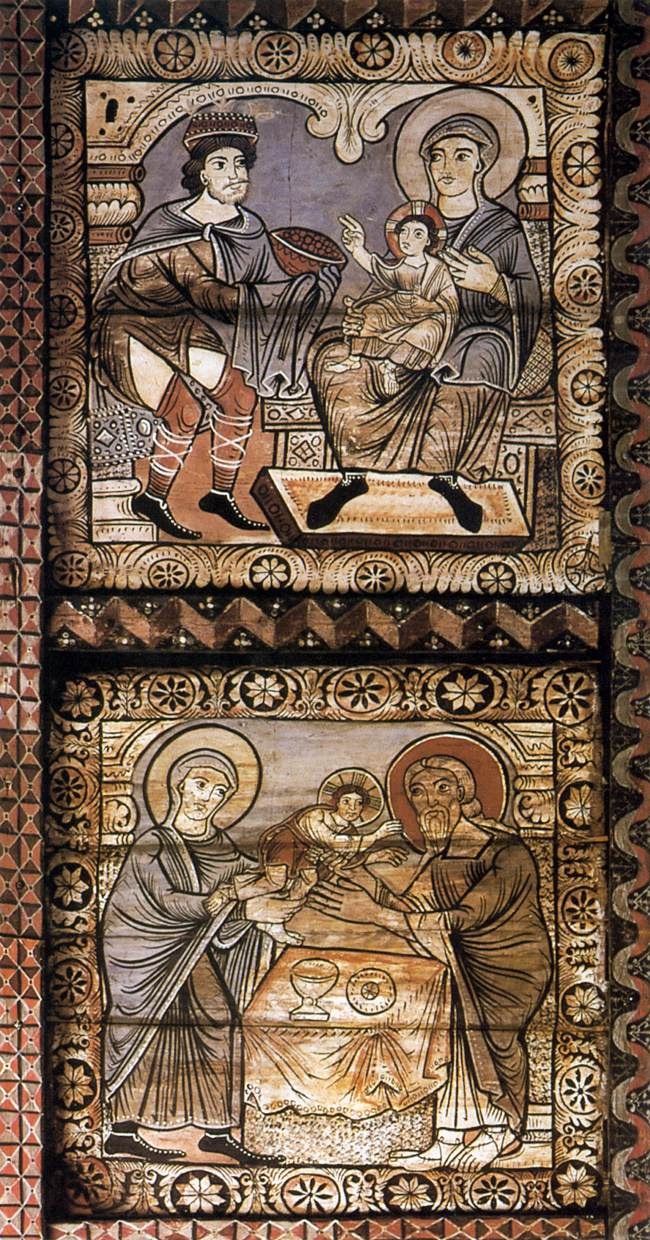
Deux panneaux illustrant le Christ enfant

Le plafond de l'église est une œuvre d'art de l'époque romane. Il se compose de 153 plaques carrées (9 rangées de 17) d'environ 90 cm de côté dont la plupart sont fabriqués en sapin recouvert d'une fine couche de plâtre, puis peintes avant d'être insérées dans le plafond. Ces panneaux sont ordonnés suivant le principe d’une carte du monde symbolique tel qu'imaginé au Moyen Âge avec 48 panneaux formant le bord (représentant des animaux marins fabuleux, à l'exception des quatre coins où sont représentés les quatre vents) et 105 le continent intérieur illustrés des scènes de la vie de Jésus jusqu'à la crucifixion, ainsi que sept tableaux liés à la légende de Saint Martin.

## Source
- (de) Cet article est partiellement ou en totalité issu de l’article de Wikipédia en allemand intitulé « St. Martin (Zillis) » (voir la liste des auteurs).